# Шусвап
Шусвап (на английски: Shuswap) е най-многобройното племе на Вътрешните салиши. Преди резервационния живот контролират територия от 180 000 км2 в Британска Колумбия, Канада. На север тя достига до източните части на платата Чилкотин и Карибу, а на юг – югоизток до северната част на долината на река Колумбия. Западна граница е река Фрейзър. Тази територия обхваща горното и средно течение на река Томпсън и басейните на езерата Шусвап, Адамс и Кеснел. Повечето им села са концентрирани по реките Фрейзър и Томпсън, и техните притоци.

## Език
Говорят езика Секуепметсин, разделен на източен и западен с 6 диалекта, класифициран към северния клон на групата Вътрешни салиши на Салишкото езиково семейство.

## Култура
Самите шусвап се наричат Сехуепемх. В началото на 19 век племето наброява около 7000 души организирани в 7 основни автономни дивизии, всяка начело с наследствен вожд. Всяка група е повече или по-малко номадска, в зависимост от хранителните източници. Групите се движат сезонно между риболовните територии, езерата, ловните територии и местата богати с растителни храни. Всяка група си има свои обекти за набавяне на храна. Въвеждат коня в края на 18 век. Освен главен вожд всяка група има още военен вожд и ловен вожд. Главният вожд (кукупи) наследява позицията си по бащина линия. Няма върховен племенен вожд. Вождовете на отделните групи са формалното тяло на Съвета (Куен’ипле’тен), в който влизат старците и представители на всички семейства в общността. Към 19 век северните и западните им групи възприемат модела на социална структура характерен за културата на Северозападното крайбрежие. Малко по-късно повечето възприемат прерийния стил на обличане. Дрехите си изработват от еленови кажи и кедрова кора. За мъжете характерно облекло е кожени ризи, гамаши и мокасини, а за жените кожени рокли. Използват два типа жилища – летни и зимни. Летните са изградени от рамка от пръти, с кръгла или правоъгълна форма покрити с папур, клонки, кора или треви. Зимното жилище представлява полуподземна постройка, разделена на 2, 3 или 4 помещения. Те се наричат „х’истктен – зимен дом“ и в него живеят от 15 до 30 души роднини. Зимният дом се строи като първо се изкопава основа на около 1,5 м в земята. След това на 4 вертикални греди, които образуват правоъгълник се закрепят в кръг по-тънки пръти, чиито краища опират в земята. Върху тях се закрепят парчета кора. Диаметърът на един такъв дом варира от 5 до 9 м. Други структури, които се използват са временни колиби или навеси и постройки за жените, които са умален вид на зимните домове. Колибата за потене се изгражда до поток, с кръгла форма от клони от червена върба, която се покрива с кора и одеяла. Отстрани допълнително се покрива и с пръст.

## Подразделения
Племето се подразделя на 7 основни дивизии, всяка състояща се от по няколко регионални групи. Идентифицирани са 25 техни регионални групи, но след опустошителна епидемия от едра шарка през 1860те населението им намалява драстично и от първоначалните 25 групи остават 17.
Дивизия Фрейзър Ривър (Стлемхумхуемх) – състои се от 10 регионални групи:
- Сода Крийк (Хат’сулл, Ха’читл) – сега живеят в 2 резервата на река Фрейзър, южно от Сода Крийк.
- Бъкскин Крийк (Сехкехуенк)
- Уилямс Лейк – Шугъркейн (Сукуекуин, Сехкуелткуин)
- Алкали Лейк (Ескет, Ескетемс) – сега живеят в 19 резервата на езерото Алкали, на Къркпатрик Крийк, на Алкали Крийк и по река Фрейзър в район Карибу.
- Дог Крийк (Халтем, Хчат’тем)
- Кану Крийк (Суехемх, Сцуесем’с)
- Емпайър Вали (Сехуепкемх)
- Хидж Бар (Тлентленеитен) – в Каньон Фрейзър и били в тесни връзки с чилкотин, с които силно се смесват. Днес контролират 3 резервата на река Фрейзър, северозападно от езерото Кели.
- Клинтън (Пелтект, Пелт’ику’т) – сега контролират 2 резервата, на река Фрейзър близо до устието на Кели Крийк и на западния бряг на Северен Томпсън, северно от Хефли Крийк.
- Биг Бар (Стексус)

Дивизия Каньон (Сетлемх) – състои се от местните групи:
- Рики Крийк
- Норд Каньон
- Саут Каньон
- Чилкотин Маунтънс

След епидемията от едра шарка през 1862 г. всички оцелели от тези групи се вливат в групата Алкали лейк.
Дивизия Лейк (Стиетуемх – вътрешните хора) – състои се от местните групи:
- Лак ла Хачи (Тхетлинтен)
- Грийн Тимбър (Пелтчекумусемх)
- Каним Лейк

От тях само последната група оцелява след епидемията като абсорбира оцелелите от Грийн Тимбър. Някои оцелели от Лак ла Хачи се присъединяват към групата Уилям Лейк.
Дивизия Норд Томпсън (Ткеукуелткемх) – състои се от местните групи:
- Норд Томпсън (Симпхуемх)

- Хората от горните разклонения (Норд Томпсън и Кану Ривър)

Последните са малка група, която след епидемията от 1862 г. се слива с групата Кинбаскет (Кенпескут), които живеят между горен Норд Томпсън и езерото Шусвап. В началото на 20 век те мигрират в долината на Колумбия, в областта Уиндърмиър, където днес са известни като групата шусвап.
Дивизия Шусвап Лейк (Стеленемх) – името се прилага и за хората от езерото Адамс. Състои се от групите7
- Никонлит
- Литъл Шусвап
- Спалумчен

Дивизия Камлупс (Сткемлупсемх, Ткемлупсемх – хората от сливането (на Норд Томпсън и Саут Томпсън)). Друго име на дивизията е Скемкуинемх – хората от началото (на Камлупс Лейк). Хората от тази дивизия в средата на 19 век живеят в голям брой села по двете страни на езерото Камлупс. Основното село е Скичестен (днешната група Дедмънс Крийк).
Дивизия Бонапарт (Сехеинемх) – състои се от групите
- Бонапарт и Хат Крийк (Стлехтеукемх), известни под името Бонапарт.
- Снекуа’еткуемх – хората от река Томпсън, над Ашкрофт. След епидемията от 1862 г. оцелелите се сливат с групите Скичестин и Бонапарт.
- Павилион (Скуайлеху) – между каньона Марбъл и река Фрейзър. Тази група е силно смесена с лилует.

## История
Първият европеец, който ги среща е Александър Макензи, който преминава през земите им на път за Тихия океан и посещава някои от западните им групи през 1808 г. Между 1820 г. и 1860 г. Компанията Хъдсън Бей установява монопол върху търговията с кожи в региона. Тази ранна търговия не оказва голямо влияние върху културата на шусвап. Драстични промени настъпват едва след 1850те, когато заради златната треска по река Фрейзър в района се изсипват хиляди бели авантюристи. Епидемия от едра шарка през 1862 г. унищожава 2/3 от племето. След като Британска Колумбия става провинция на Канада, постепенно за групите от племето са създадени резервати.

## Съвременни групи шусвап
До 21 век от всички тези групи оцеляват само 17, 14 от които са обединени в два племенни съвета, а 3 не членуват в нито един.
Племенен съвет на Нацията шусвап – обединява 10 от групите, живеещи в районите Томпсън и Шусвап:
- Адамс Лейк – резервата е създаден през 1860 г. В него живеят хора от групата сехкуемткуин. Контролират общо 7 резервата.
- Камлупс (Ткумлупс) – най-голямата група шусвап. Групата има резерват от 130 кв. км. разделен на 5 части, намиращи се в района на сливането на Норд и Саут Томпсън, на изхода на Трап Лейк, на западния бряг на Трап Лейк, на десния бряг на Норд Томпсън и на северния бряг на Хефли Крийк.
- Кенпескут (Кинбаскет) – резервата им се намира северно от Инвърмър, в горната част на река Колумбия, оттатък Селкърк Маунтънс. Силно смесени с кутенаите. Групата също е член и на Племенния съвет Ктунаха – Кинбаскет.
- Куааут – резервата им се намира в Чейс на Литъл Шусвап Лейк.
- Ск’етсин (Несконлит) – живеят в резерват източно от Камлупс, който е разделен на три части – две близо до Чейз и един близо до Салмън Арм.
- Скиитчестин – живеят в резерват в Савона, който е разделен на 4 части разположени на северния и южен бряг на езерото Хухум.
- Спалумчен (Сплатс’ин) – живеят главно във и около Ендърби в резерват от 3 части – на устието на Форчън Крийк, на десния бряг на Салмън Ривър и на западния бряг на езерото Мара.
- Бонапарт (Стлехеусемх, Стл ухутеус, Стустуесемс) – живеят в 6 резервата около река Бонапарт, на езерото Маклейн, на езерото Камлупс, на езерото Хухум и на река Томпсън. Някои от резерватите се споделят с други групи от племето.
- Пелт’ику’т – живеят в 2 резервата, единият на левия бряг на Фрейзър близо до устието на Кели Крийк и другият на западния бряг на Норд Томпсън, северно от Хефли Крийк.
- Симпсу – основната общност живее в Чу Чуа.

Племенен съвет на Северни шусвап или Племенен съвет Карибу – в него членуват 4 групи от район Карибу:
- Тск’ечин – живеят в резерват на езерото Каним, но контролират още 5 резервата.
- Хат’суулл и Сметем или Индианците Сода Крийк и Дийп Крийк – живеят в 2 резервата на река Фрейзър близо до Дийп Крийк и на източния бряг на Фрейзър южно от Сода Крийк.
- Т’ехелс – живеят в 8 резервата известен общо като резервата Уилямс Лейк. Намират се на езерото Уилямс, на Фрейзър, близо до езерото Карибу и на река Сан Хосе.
- Стсуесемс и Хчат тем или Индианците Кану Крийк и Дог Крийк – контролират общо 10 резервата в района на двата потока.

Останалите 3 групи не членуват в нито един съвет.
- Ескетемс – живеят на Алкали Лейк в район Карибу и контролират общо 19 резервата разположени на Алкали Лейк, на езерото Аликстън, на Къркпатрик Крийк, на Алкали Крийк и на река Фрейзър.
- Тлентленеи тен – живеят в каньона Фрейзър в район Карибу. Доста смесени с чилкотин. Контролират 3 резервата на река Фрейзър северозападно от езерото Кели.
- Павилион – живеят в района на каньона Фрейзър и са силно смесени с лилует. в лилует се наричат Тс’куайлаку или Тс’ку’айлаху, а в шусвап Тск’уейлеку. Контролират 8 резервата в областта на каньона Марбъл и по река Фрейзър.

Общата площ на резерватите, които контролира племето надхвърля 100 000 акра.